# 19e étape du Tour de France 2016
Pour un article plus général, voir Tour de France 2016.
La 19e étape du Tour de France 2016 se déroule le vendredi 22 juillet 2016 entre Albertville et le Bettex à Saint-Gervais-les-Bains, sur une distance de 146 kilomètres.

## Parcours
Avec quatre cols au programme, cette avant-dernière journée alpestre a comblé les amateurs de cyclisme avec un sacré spectacle, le tout dans un environnement époustouflant. Une 19e étape qui proposait encore un terrain de jeu idéal pour les grimpeurs entre Albertville et Saint-Gervais sur 146 kilomètres. Le Mont Bisanne était pour la première fois emprunté par le peloton de la Grande Boucle. Une ascension longue de 12,4 kilomètres, avec près de 8,2 % de moyenne, a fait quelques dégâts et causé une réelle sélection parmi les favoris.

La montée finale du Bettex causant une dernière explication entre les cadors, les plus en forme. Ces dix derniers kilomètres à 8 % de moyenne se sont rapidement transformés en calvaire au vu des sévères pentes de cette côte des Amerands.

## Déroulement de la course
Cette étape a occasionné beaucoup de craintes auprès des 177 coureurs au départ. Inquiétudes à cause du profil, ces cols classés en 1ère, 2e et hors catégorie, mais surtout à cause de conditions météorologiques changeantes avec des routes mouillées propices aux chutes ! L’étape est lancée dans une côte non répertoriée relativement longue avant de gravir le col de la Forclaz et la montée de Bizanne (HC). Vers Saint-Gervais Mont Blanc, c’est une descente périlleuse qui attendait les coureurs avant de grimper la montée finale.

Beaucoup de victoires remportées par des coureurs hors hexagone, et toujours pas de victoire française ! Cette 19e étape verra la seule victoire française du Tour de France 2016.

Une vingtaine de coureurs prennent les devants à l’initiative de deux équipiers de l'équipe Lotto-Soudal : Thomas De Gendt et Tony Gallopin, ainsi que les deux protagonistes de la 15e étape Rafal Majka et Jarlinson Pantano. Dans le peloton, c’est l'équipe Astana qui a pris la direction des opérations. L’avance de l'échappée n’a jamais excédé les 4 min, trop peu pour espérer l’emporter. L'objectif est de tenter de remporter une victoire d’étape avec Fabio Aru ou Vincenzo Nibali. Rafal Majka, bien présent à l’avant, a profité de la journée pour faire le plein de points dans un souci de conserver son maillot à pois. Tom Dumoulin a dû abandonner à la suite d'une chute.

Comme prévu, la pluie a fait son apparition. Plusieurs coureurs sont tombés sur une route devenue glissante, dans les portions descendantes des cols. Daniel Navarro, qui a dû abandonner, Eduardo Sepúlveda, George Bennett, Bauke Mollema, Vincenzo Nibali, l’un des meilleurs descendeurs du monde, Daniel Moreno n’ont pu éviter de partir à la faute. Le maillot jaune Christopher Froome est lui-même tombé, avant de repartir avec le vélo de son coéquipier Geraint Thomas. Le Français Pierre Rolland est tombé dans un virage alors qu'il roulait en tête avec Rui Faria da Costa.

Ce dernier part donc seul en tête dans la montée de Megève et descend seul. Amorçant la montée finale du Bettex, il totalise 1 min 41 s d'avance sur le peloton. Romain Bardet, parti dans la descente de Domancy, a rejoint plus loin Mickaël Chérel, son coéquipier, pour rattraper Rui Costa. Le Français est parti pour un double objectif : la victoire d’étape et le podium du Tour de France. Revenu sur l’ancien champion du monde Rui Faria da Costa, Bardet a fini par le lâcher, à 3,2 km de l'arrivée et avec 32 s d'avance sur le peloton. Malgré toutes les attaques dans le peloton maillot jaune, le coureur d’AG2R La Mondiale s’est imposé en solitaire sur ces routes détrempées. Au classement général, il est passé de la 5e à la 2e place.

## Résultats

### Classement de l'étape
| \| Classement de l'étape \| Classement de l'étape \| Classement de l'étape \| Classement de l'étape \| Classement de l'étape \| \| Coureur \| Coureur \| Pays \| Équipe \| Temps \| \| --------------------- \| --------------------- \| --------------------- \| --------------------- \| --------------------- \| \| 1er \| Romain Bardet \| France \| AG2R La Mondiale \| 4 h 14 min 08 s \| \| 2e \| Joaquim Rodríguez \| Espagne \| Katusha \| + 23 s \| \| 3e \| Alejandro Valverde \| Espagne \| Movistar Team \| + 23 s \| \| 4e \| Louis Meintjes \| Afrique du Sud \| Lampre-Merida \| + 23 s \| \| 5e \| Nairo Quintana \| Colombie \| Movistar Team \| + 26 s \| \| 6e \| Fabio Aru \| Italie \| Astana \| + 28 s \| \| 7e \| Dan Martin \| Irlande \| Etixx-Quick Step \| + 28 s \| \| 8e \| Wout Poels \| Pays-Bas \| Team Sky \| + 36 s \| \| 9e \| Christopher Froome \| Royaume-Uni \| Team Sky \| + 36 s \| \| 10e \| Richie Porte \| Australie \| BMC Racing Team \| + 53 s \| |                    |                |                  |                 |
| |                    |                |                  |                 |
| Source : ProCyclingStats |                    |                |                  |                 |
| Classement de l'étape |                    |                |                  |                 |
| Coureur | Coureur            | Pays           | Équipe           | Temps           |
| 1er | Romain Bardet      | France         | AG2R La Mondiale | 4 h 14 min 08 s |
| 2e | Joaquim Rodríguez  | Espagne        | Katusha          | + 23 s          |
| 3e | Alejandro Valverde | Espagne        | Movistar Team    | + 23 s          |
| 4e | Louis Meintjes     | Afrique du Sud | Lampre-Merida    | + 23 s          |
| 5e | Nairo Quintana     | Colombie       | Movistar Team    | + 26 s          |
| 6e | Fabio Aru          | Italie         | Astana           | + 28 s          |
| 7e | Dan Martin         | Irlande        | Etixx-Quick Step | + 28 s          |
| 8e | Wout Poels         | Pays-Bas       | Team Sky         | + 36 s          |
| 9e | Christopher Froome | Royaume-Uni    | Team Sky         | + 36 s          |
| 10e | Richie Porte       | Australie      | BMC Racing Team  | + 53 s          |

### Points attribués
| Sprint intermédiaire - Doussard (km 25,5) | Sprint intermédiaire - Doussard (km 25,5) | Sprint intermédiaire - Doussard (km 25,5) | Sprint intermédiaire - Doussard (km 25,5) | Sprint intermédiaire - Doussard (km 25,5) |
| ----------------------------------------- | ----------------------------------------- | ----------------------------------------- | ----------------------------------------- | ----------------------------------------- |
|                                           | Coureur                                   | Pays                                      | Équipe                                    | Point(s)                                  |
| 1er                                       | Michael Matthews                          | Australie                                 | Orica-BikeExchange                        | 20                                        |
| 2e                                        | Thomas De Gendt                           | Belgique                                  | Lotto-Soudal                              | 17                                        |
| 3e                                        | Emanuel Buchmann                          | Allemagne                                 | Bora-Argon 18                             | 15                                        |
| 4e                                        | Alexis Vuillermoz                         | France                                    | AG2R La Mondiale                          | 13                                        |
| 5e                                        | Tony Martin                               | Allemagne                                 | Etixx-Quick Step                          | 11                                        |
| 6e                                        | Vegard Breen                              | Norvège                                   | Fortuneo-Vital Concept                    | 10                                        |
| 7e                                        | Jarlinson Pantano                         | Colombie                                  | IAM                                       | 9                                         |
| 8e                                        | Daniel Navarro                            | Espagne                                   | Cofidis                                   | 8                                         |
| 9e                                        | Laurens ten Dam                           | Pays-Bas                                  | Giant-Alpecin                             | 7                                         |
| 10e                                       | Marcus Burghardt                          | Allemagne                                 | BMC Racing                                | 6                                         |
| 11e                                       | Rafał Majka                               | Pologne                                   | Tinkoff                                   | 5                                         |
| 12e                                       | Amaël Moinard                             | France                                    | BMC Racing                                | 4                                         |
| 13e                                       | Pierre Rolland                            | France                                    | Cannondale-Drapac                         | 3                                         |
| 14e                                       | Tony Gallopin                             | France                                    | Lotto-Soudal                              | 2                                         |
| 15e                                       | Robert Kišerlovski                        | Croatie                                   | Tinkoff                                   | 1                                         |
| modifier                                  |                                           |                                           |                                           |                                           |

| Arrivée d'étape - Saint-Gervais - Mont Blanc - Le Bettex (km 146) | Arrivée d'étape - Saint-Gervais - Mont Blanc - Le Bettex (km 146) | Arrivée d'étape - Saint-Gervais - Mont Blanc - Le Bettex (km 146) | Arrivée d'étape - Saint-Gervais - Mont Blanc - Le Bettex (km 146) | Arrivée d'étape - Saint-Gervais - Mont Blanc - Le Bettex (km 146) |
| ----------------------------------------------------------------- | ----------------------------------------------------------------- | ----------------------------------------------------------------- | ----------------------------------------------------------------- | ----------------------------------------------------------------- |
|                                                                   | Coureur                                                           | Pays                                                              | Équipe                                                            | Point(s)                                                          |
| 1er                                                               | Romain Bardet                                                     | France                                                            | AG2R La Mondiale                                                  | 20                                                                |
| 2e                                                                | Joaquim Rodríguez                                                 | Espagne                                                           | Katusha                                                           | 17                                                                |
| 3e                                                                | Alejandro Valverde                                                | Espagne                                                           | Movistar                                                          | 15                                                                |
| 4e                                                                | Louis Meintjes                                                    | Afrique du Sud                                                    | Lampre-Merida                                                     | 13                                                                |
| 5e                                                                | Nairo Quintana                                                    | Colombie                                                          | Movistar                                                          | 11                                                                |
| 6e                                                                | Fabio Aru                                                         | Italie                                                            | Astana                                                            | 10                                                                |
| 7e                                                                | Daniel Martin                                                     | Irlande                                                           | Etixx-Quick Step                                                  | 9                                                                 |
| 8e                                                                | Wout Poels                                                        | Pays-Bas                                                          | Sky                                                               | 8                                                                 |
| 9e                                                                | Christopher Froome                                                | Royaume-Uni                                                       | Sky                                                               | 7                                                                 |
| 10e                                                               | Richie Porte                                                      | Australie                                                         | BMC Racing                                                        | 6                                                                 |
| 11e                                                               | Ion Izagirre                                                      | Espagne                                                           | Movistar                                                          | 5                                                                 |
| 12e                                                               | Mikel Landa                                                       | Espagne                                                           | Sky                                                               | 4                                                                 |
| 13e                                                               | Adam Yates                                                        | Royaume-Uni                                                       | Orica-BikeExchange                                                | 3                                                                 |
| 14e                                                               | Warren Barguil                                                    | France                                                            | Giant-Alpecin                                                     | 2                                                                 |
| 15e                                                               | Rui Costa                                                         | Portugal                                                          | Lampre-Merida                                                     | 1                                                                 |
| modifier                                                          |                                                                   |                                                                   |                                                                   |                                                                   |

|   | Coureur            | Pays    | Équipe           | Secondes |
| - | ------------------ | ------- | ---------------- | -------- |
| 1 | Romain Bardet      | France  | AG2R La Mondiale | 10 s     |
| 2 | Joaquim Rodríguez  | Espagne | Katusha          | 6 s      |
| 3 | Alejandro Valverde | Espagne | Movistar         | 4 s      |

### Cols et côtes
| Col de la Forclaz de Montmin (km 42,5) - 1re catégorie (9,8 km à 6,9%) | Col de la Forclaz de Montmin (km 42,5) - 1re catégorie (9,8 km à 6,9%) | Col de la Forclaz de Montmin (km 42,5) - 1re catégorie (9,8 km à 6,9%) | Col de la Forclaz de Montmin (km 42,5) - 1re catégorie (9,8 km à 6,9%) | Col de la Forclaz de Montmin (km 42,5) - 1re catégorie (9,8 km à 6,9%) |
| ---------------------------------------------------------------------- | ---------------------------------------------------------------------- | ---------------------------------------------------------------------- | ---------------------------------------------------------------------- | ---------------------------------------------------------------------- |
|                                                                        | Coureur                                                                | Pays                                                                   | Équipe                                                                 | Point(s)                                                               |
| 1er                                                                    | Thomas De Gendt                                                        | Belgique                                                               | Lotto-Soudal                                                           | 10                                                                     |
| 2e                                                                     | Rafał Majka                                                            | Pologne                                                                | Tinkoff                                                                | 8                                                                      |
| 3e                                                                     | Alexis Vuillermoz                                                      | France                                                                 | AG2R La Mondiale                                                       | 6                                                                      |
| 4e                                                                     | Robert Kišerlovski                                                     | Croatie                                                                | Tinkoff                                                                | 4                                                                      |
| 5e                                                                     | Jarlinson Pantano                                                      | Colombie                                                               | IAM                                                                    | 2                                                                      |
| 6e                                                                     | Daniel Navarro                                                         | Espagne                                                                | Cofidis                                                                | 1                                                                      |
| modifier                                                               |                                                                        |                                                                        |                                                                        |                                                                        |

| Col de la Forclaz de Queige (km 73,5) - 2e catégorie (5,6 km à 7,8%) | Col de la Forclaz de Queige (km 73,5) - 2e catégorie (5,6 km à 7,8%) | Col de la Forclaz de Queige (km 73,5) - 2e catégorie (5,6 km à 7,8%) | Col de la Forclaz de Queige (km 73,5) - 2e catégorie (5,6 km à 7,8%) | Col de la Forclaz de Queige (km 73,5) - 2e catégorie (5,6 km à 7,8%) |
| -------------------------------------------------------------------- | -------------------------------------------------------------------- | -------------------------------------------------------------------- | -------------------------------------------------------------------- | -------------------------------------------------------------------- |
|                                                                      | Coureur                                                              | Pays                                                                 | Équipe                                                               | Point(s)                                                             |
| 1er                                                                  | Thomas De Gendt                                                      | Belgique                                                             | Lotto-Soudal                                                         | 5                                                                    |
| 2e                                                                   | Rafał Majka                                                          | Pologne                                                              | Tinkoff                                                              | 3                                                                    |
| 3e                                                                   | Marcus Burghardt                                                     | Allemagne                                                            | BMC Racing                                                           | 2                                                                    |
| 4e                                                                   | Pierre Rolland                                                       | France                                                               | Cannondale-Drapac                                                    | 1                                                                    |
| modifier                                                             |                                                                      |                                                                      |                                                                      |                                                                      |

| Montée de Bisanne (km 96,5) - Hors catégorie (12,4 km à 8,2%) | Montée de Bisanne (km 96,5) - Hors catégorie (12,4 km à 8,2%) | Montée de Bisanne (km 96,5) - Hors catégorie (12,4 km à 8,2%) | Montée de Bisanne (km 96,5) - Hors catégorie (12,4 km à 8,2%) | Montée de Bisanne (km 96,5) - Hors catégorie (12,4 km à 8,2%) |
| ------------------------------------------------------------- | ------------------------------------------------------------- | ------------------------------------------------------------- | ------------------------------------------------------------- | ------------------------------------------------------------- |
|                                                               | Coureur                                                       | Pays                                                          | Équipe                                                        | Point(s)                                                      |
| 1er                                                           | Rafał Majka                                                   | Pologne                                                       | Tinkoff                                                       | 25                                                            |
| 2e                                                            | Tony Gallopin                                                 | France                                                        | Lotto-Soudal                                                  | 20                                                            |
| 3e                                                            | Jarlinson Pantano                                             | Colombie                                                      | IAM                                                           | 16                                                            |
| 4e                                                            | Daniel Navarro                                                | Espagne                                                       | Cofidis                                                       | 14                                                            |
| 5e                                                            | Alexis Vuillermoz                                             | France                                                        | AG2R La Mondiale                                              | 12                                                            |
| 6e                                                            | Rui Costa                                                     | Portugal                                                      | Lampre-Merida                                                 | 10                                                            |
| 7e                                                            | Alexey Lutsenko                                               | Kazakhstan                                                    | Astana                                                        | 8                                                             |
| 8e                                                            | Eduardo Sepúlveda                                             | Argentine                                                     | Fortuneo-Vital Concept                                        | 6                                                             |
| 9e                                                            | Pierre Rolland                                                | France                                                        | Cannondale-Drapac                                             | 4                                                             |
| 10e                                                           | George Bennett                                                | Nouvelle-Zélande                                              | Lotto NL-Jumbo                                                | 2                                                             |
| modifier                                                      |                                                               |                                                               |                                                               |                                                               |

| Saint-Gervais - Mont Blanc - Le Bettex (km 146) - 1re catégorie (9,8 km à 8%) | Saint-Gervais - Mont Blanc - Le Bettex (km 146) - 1re catégorie (9,8 km à 8%) | Saint-Gervais - Mont Blanc - Le Bettex (km 146) - 1re catégorie (9,8 km à 8%) | Saint-Gervais - Mont Blanc - Le Bettex (km 146) - 1re catégorie (9,8 km à 8%) | Saint-Gervais - Mont Blanc - Le Bettex (km 146) - 1re catégorie (9,8 km à 8%) |
| ----------------------------------------------------------------------------- | ----------------------------------------------------------------------------- | ----------------------------------------------------------------------------- | ----------------------------------------------------------------------------- | ----------------------------------------------------------------------------- |
|                                                                               | Coureur                                                                       | Pays                                                                          | Équipe                                                                        | Point(s)                                                                      |
| 1er                                                                           | Romain Bardet                                                                 | France                                                                        | AG2R La Mondiale                                                              | 20                                                                            |
| 2e                                                                            | Joaquim Rodríguez                                                             | Espagne                                                                       | Katusha                                                                       | 16                                                                            |
| 3e                                                                            | Alejandro Valverde                                                            | Espagne                                                                       | Movistar                                                                      | 12                                                                            |
| 4e                                                                            | Louis Meintjes                                                                | Afrique du Sud                                                                | Lampre-Merida                                                                 | 8                                                                             |
| 5e                                                                            | Nairo Quintana                                                                | Colombie                                                                      | Movistar                                                                      | 4                                                                             |
| 6e                                                                            | Fabio Aru                                                                     | Italie                                                                        | Astana                                                                        | 2                                                                             |
| modifier                                                                      |                                                                               |                                                                               |                                                                               |                                                                               |

## Classements à l'issue de l'étape

### Classement général
| \| Classement général \| Classement général \| Classement général \| Classement général \| Classement général \| \| Coureur \| Coureur \| Pays \| Équipe \| Temps \| \| ------------------ \| ------------------ \| ------------------ \| ------------------ \| ------------------ \| \| 1er \| Christopher Froome \| Royaume-Uni \| Team Sky \| 82 h 10 min 37 s \| \| 2e \| Romain Bardet \| France \| AG2R La Mondiale \| + 4 min 11 s \| \| 3e \| Nairo Quintana \| Colombie \| Movistar Team \| + 4 min 27 s \| \| 4e \| Adam Yates \| Royaume-Uni \| Orica-BikeExchange \| + 4 min 36 s \| \| 5e \| Richie Porte \| Australie \| BMC Racing Team \| + 5 min 17 s \| \| 6e \| Fabio Aru \| Italie \| Astana \| + 6 min 00 s \| \| 7e \| Alejandro Valverde \| Espagne \| Movistar Team \| + 6 min 20 s \| \| 8e \| Louis Meintjes \| Afrique du Sud \| Lampre-Merida \| + 7 min 02 s \| \| 9e \| Dan Martin \| Irlande \| Etixx-Quick Step \| + 7 min 10 s \| \| 10e \| Bauke Mollema \| Pays-Bas \| Trek-Segafredo \| + 7 min 42 s \| |                    |                |                    |                  |
| |                    |                |                    |                  |
| Source : ProCyclingStats |                    |                |                    |                  |
| Classement général |                    |                |                    |                  |
| Coureur | Coureur            | Pays           | Équipe             | Temps            |
| 1er | Christopher Froome | Royaume-Uni    | Team Sky           | 82 h 10 min 37 s |
| 2e | Romain Bardet      | France         | AG2R La Mondiale   | + 4 min 11 s     |
| 3e | Nairo Quintana     | Colombie       | Movistar Team      | + 4 min 27 s     |
| 4e | Adam Yates         | Royaume-Uni    | Orica-BikeExchange | + 4 min 36 s     |
| 5e | Richie Porte       | Australie      | BMC Racing Team    | + 5 min 17 s     |
| 6e | Fabio Aru          | Italie         | Astana             | + 6 min 00 s     |
| 7e | Alejandro Valverde | Espagne        | Movistar Team      | + 6 min 20 s     |
| 8e | Louis Meintjes     | Afrique du Sud | Lampre-Merida      | + 7 min 02 s     |
| 9e | Dan Martin         | Irlande        | Etixx-Quick Step   | + 7 min 10 s     |
| 10e | Bauke Mollema      | Pays-Bas       | Trek-Segafredo     | + 7 min 42 s     |

### Classement par points
| Classement par points | Classement par points | Classement par points | Classement par points | Classement par points |
| --------------------- | --------------------- | --------------------- | --------------------- | --------------------- |
|                       | Coureur               | Pays                  | Équipe                | Point(s)              |
| 1er                   | Peter Sagan           | Slovaquie             | Tinkoff               | 425 points            |
| 2e                    | Marcel Kittel         | Allemagne             | Etixx-Quick Step      | 228 pts               |
| 3e                    | Michael Matthews      | Australie             | Orica-BikeExchange    | 163 pts               |
| 4e                    | Bryan Coquard         | France                | Direct Énergie        | 156 pts               |
| 5e                    | Alexander Kristoff    | Norvège               | Katusha               | 152 pts               |
| 6e                    | Greg Van Avermaet     | Belgique              | BMC Racing            | 136 pts               |
| 7e                    | Thomas De Gendt       | Belgique              | Lotto-Soudal          | 133 pts               |
| 8e                    | Christopher Froome    | Royaume-Uni           | Sky                   | 131 pts               |
| 9e                    | André Greipel         | Allemagne             | Lotto-Soudal          | 128 pts               |
| 10e                   | Rafał Majka           | Pologne               | Tinkoff               | 119 pts               |
| modifier              |                       |                       |                       |                       |

### Classement du meilleur grimpeur
| Classement du meilleur grimpeur | Classement du meilleur grimpeur | Classement du meilleur grimpeur | Classement du meilleur grimpeur | Classement du meilleur grimpeur |
| ------------------------------- | ------------------------------- | ------------------------------- | ------------------------------- | ------------------------------- |
|                                 | Coureur                         | Pays                            | Équipe                          | Point(s)                        |
| 1er                             | Rafał Majka                     | Pologne                         | Tinkoff                         | 209 points                      |
| 2e                              | Thomas De Gendt                 | Belgique                        | Lotto-Soudal                    | 105 pts                         |
| 3e                              | Jarlinson Pantano               | Colombie                        | IAM                             | 81 pts                          |
| 4e                              | Ilnur Zakarin                   | Russie                          | Katusha                         | 78 pts                          |
| 5e                              | Serge Pauwels                   | Belgique                        | Dimension Data                  | 62 pts                          |
| 6e                              | Rui Costa                       | Portugal                        | Lampre-Merida                   | 60 pts                          |
| 7e                              | Stef Clement                    | Pays-Bas                        | IAM                             | 53 pts                          |
| 8e                              | Kristijan Đurasek               | Croatie                         | Lampre-Merida                   | 36 pts                          |
| 9e                              | Thomas Voeckler                 | France                          | Direct Énergie                  | 33 pts                          |
| 10e                             | Alexis Vuillermoz               | France                          | AG2R La Mondiale                | 33 pts                          |
| modifier                        |                                 |                                 |                                 |                                 |

### Classement du meilleur jeune
| Classement général du meilleur jeune | Classement général du meilleur jeune | Classement général du meilleur jeune | Classement général du meilleur jeune | Classement général du meilleur jeune |
|                                      | Coureur                              | Pays                                 | Équipe                               | Temps                                |
| ------------------------------------ | ------------------------------------ | ------------------------------------ | ------------------------------------ | ------------------------------------ |
| 1er                                  | Adam Yates                           | Royaume-Uni                          | Orica-BikeExchange                   | en 82 h 15 min 23 s                  |
| 2e                                   | Louis Meintjes                       | Afrique du Sud                       | Lampre-Merida                        | + 2 min 16 s                         |
| 3e                                   | Warren Barguil                       | France                               | Giant-Alpecin                        | + 31 min 49 s                        |
| 4e                                   | Emanuel Buchmann                     | Allemagne                            | Bora-Argon 18                        | + 39 min 2 s                         |
| 5e                                   | Wilco Kelderman                      | Pays-Bas                             | Lotto NL-Jumbo                       | + 1 h 23 min 21 s                    |
| modifier                             |                                      |                                      |                                      |                                      |

### Classement par équipes
| Classement par équipes | Classement par équipes | Classement par équipes | Classement par équipes |
|                        | Équipe                 | Pays                   | Temps                  |
| ---------------------- | ---------------------- | ---------------------- | ---------------------- |
| 1re                    | Movistar               | Espagne                | en 246 h 42 min 40 s   |
| 2e                     | Sky                    | Royaume-Uni            | + 3 min 46 s           |
| 3e                     | BMC Racing             | États-Unis             | + 30 min 36 s          |
| 4e                     | AG2R La Mondiale       | France                 | + 49 min 11 s          |
| 5e                     | Astana                 | Kazakhstan             | + 49 min 26 s          |
| modifier               |                        |                        |                        |

## Abandons
- 114 -  Tom Dumoulin (Giant-Alpecin) : abandon
- 191 -  Daniel Navarro (Cofidis) : abandon